# Рот, Сесилия
Сесилия Рот (исп. Cecilia Roth; полное имя Сесилия Ротенберг Рот (исп. Cecilia Rotenberg Rot); род. 8 августа 1958, Буэнос-Айрес) — аргентинская и испанская киноактриса.

## Биография
Её отец, Абраша Ротенберг, эмигрировавший в Аргентину из Советского Союза в 1930-х годах, — редактор и журналист; мать, Дина Рот (урождённая Гуткин, род. 1933), — певица, исполнительница еврейских песен на ладино чилийского сефардского происхождения.
В 1976 году вместе с братом и отцом, которого преследовали вооруженные отряды монтонерос, переехала из Аргентины в Испанию, где стала сниматься в кино. В 1979 году появилась в фильме Ивана Сулуэты «Вспышка», который быстро стал культовым. Широкую известность получила после ролей в фильмах Педро Альмодовара, Рот снялась в шести его фильмах, включая первую полнометражную ленту режиссёра, «Пепи, Люси, Бом и остальные девушки» (1980). В 1995 году Рот вернулась в Аргентину, снималась в аргентинских, испанских и мексиканских фильмах и телесериалах, играла в театре. Снималась у Марсело Пиньейро, Даниэля Бурмана, Алехандро Агрести и др. Дважды, в 1998 и 2000 годах, была удостоена премии «Гойя» за лучшую женскую роль в фильмах Аристарайна и Альмодовара. В 2001 году была членом жюри Венецианского кинофестиваля.
В 1999-2003 годах была замужем за аргентинским рок-музыкантом, композитором и кинорежиссёром Фито Паесом. Её брат, Ариель Рот (Ariel Eduardo Rotenberg Gutkin, род. 1960), также известный рок-музыкант, бывший участник групп Tequila и Los Rodríguez.

## Избранная фильмография
| Год  | Фильм                               | Оригинальное название                     | Роль                         |
| ---- | ----------------------------------- | ----------------------------------------- | ---------------------------- |
| 1980 | Пепи, Люси, Бом и остальные девушки | Pepi, Luci, Bom y otras chicas del montón | девушка из рекламных роликов |
| 1982 | Лабиринт страстей                   | Laberinto de pasiones                     | Сексилия                     |
| 1983 | Нескромное обаяние порока           | Entre tinieblas                           | Мерче                        |
| 1984 | Сеньор Галиндес                     | El señor Galíndez                         | Кока                         |
| 1984 | За что мне это?                     | ¿Qué he hecho yo para merecer esto?       |                              |
| 1990 | Я — худшее из всего созданного      | Yo, la peor de todas                      | Озвучка                      |
| 1992 | Место в мире                        | Un lugar en el mundo                      | Ана                          |
| 1997 | Смерть в раю                        | Cenizas Del Paraíso                       | Беатрис Теллер               |
| 1997 | Мартин (Аче)                        | Martín (Hache)                            | Алисия                       |
| 2000 | Вторая кожа                         | Segunda Piel                              | Эва                          |
| 2000 | Всё о моей матери                   | Todo sobre mi madre                       | Мануэла Колеман Эчеваррия    |
| 2000 | Ночь любви                          | Una noche con Sabrina Love                | Сабрина Лав                  |
| 2001 | Частная жизнь                       | Vidas privadas                            | Кармен Уранга                |
| 2002 | Поговори с ней                      | Hable con ella                            |                              |
| 2002 | Камчатка                            | Kamchatka                                 | Мать Гарри                   |
| 2003 | Люсия, Люсия                        | La hija del caníbal                       | Люсия                        |
| 2004 | Луиза Санфеличе                     | Luisa Sanfelice                           | королева Каролина            |
| 2008 | Пустое гнездо                       | El nido vacío                             | Марта                        |
| 2013 | Я очень возбуждён                   | Los amantes pasajeros                     | Норма                        |
| 2013 | Супружество                         | Matrimonio                                | Молли                        |
| 2018 | Ангел                               | El Ángel                                  | Мать Карлоса                 |
| 2019 | Боль и слава                        | Dolor y gloria                            | Зулема                       |
| 2019 | Причал (телесериал)                 | El embarcadero                            | Бланка                       |

## Награды и номинации

### Премия Гойи
| год  | категория           | фильм             | результат  |
| ---- | ------------------- | ----------------- | ---------- |
| 1998 | Лучшая женская роль | Martín (Hache)    | победитель |
| 2000 | Лучшая женская роль | Все о моей матери | победитель |

### Премия Европейской киноакадемии
| год  | категория      | фильм             | результат  |
| ---- | -------------- | ----------------- | ---------- |
| 1999 | Лучшая актриса | Все о моей матери | победитель |

### Премия Серебряный кондор
| год  | категория                         | фильм                      | результат    |
| ---- | --------------------------------- | -------------------------- | ------------ |
| 1993 | Лучшая женская роль               | Un lugar en el mundo       | победитель   |
| 1998 | Лучшая женская роль               | Martín (Hache)             | победитель   |
| 2001 | Лучшая женская роль               | Una noche con Sabrina Love | номинирована |
| 2002 | Лучшая женская роль               | Antigua vida mía           | номинирована |
| 2007 | Лучшая женская роль второго плана | Sofacama                   | номинирована |

### ПремияFotogramas de Plata
| год  | категория                           | фильм             | результат  |
| ---- | ----------------------------------- | ----------------- | ---------- |
| 1999 | Лучшая исполнительница женской роли | Все о моей матери | победитель |

### Кинофестивали
| Гаванский кинофестиваль | Гаванский кинофестиваль | Гаванский кинофестиваль | Гаванский кинофестиваль |
| год                     | категория               | фильм                   | результат               |
| ----------------------- | ----------------------- | ----------------------- | ----------------------- |
| 1997                    | Лучшая женская роль     | Martín (Hache)          | победитель              |

| Кинофестиваль в Малаге | Кинофестиваль в Малаге | Кинофестиваль в Малаге | Кинофестиваль в Малаге |
| год                    | категория              | фильм                  | результат              |
| ---------------------- | ---------------------- | ---------------------- | ---------------------- |
| 2019                   | Премия за вклад в кино |                        | победитель             |